# Grand Prix automobile du Canada 1985
Résultats du Grand Prix du Canada de Formule 1, cinquième manche du championnat du monde de Formule 1 1985, qui a eu lieu sur le circuit Gilles-Villeneuve le 16 juin 1985.

## Classement
| Pos. | No | Pilote             | Écurie                 | Tours | Temps/Abandon                      | Grille | Points |
| ---- | -- | ------------------ | ---------------------- | ----- | ---------------------------------- | ------ | ------ |
| 1    | 27 | Michele Alboreto   | Ferrari                | 70    | 1 h 46 min 01 s 813 (174,686 km/h) | 3      | 9      |
| 2    | 28 | Stefan Johansson   | Ferrari                | 70    | + 1 s 957                          | 4      | 6      |
| 3    | 2  | Alain Prost        | McLaren-TAG            | 70    | + 4 s 341                          | 5      | 4      |
| 4    | 6  | Keke Rosberg       | Williams-Honda         | 70    | + 27 s 821                         | 8      | 3      |
| 5    | 11 | Elio De Angelis    | Lotus-Renault          | 70    | + 43 s 349                         | 1      | 2      |
| 6    | 5  | Nigel Mansell      | Williams-Honda         | 70    | + 1 min 17 s 878                   | 16     | 1      |
| 7    | 15 | Patrick Tambay     | Renault                | 69    | + 1 tour                           | 10     |        |
| 8    | 26 | Jacques Laffite    | Ligier-Renault         | 69    | + 1 tour                           | 19     |        |
| 9    | 18 | Thierry Boutsen    | Arrows-BMW             | 68    | + 2 tours                          | 7      |        |
| 10   | 22 | Riccardo Patrese   | Alfa Romeo             | 68    | + 2 tours                          | 13     |        |
| 11   | 4  | Stefan Bellof      | Tyrrell-Ford           | 68    | + 2 tours                          | 23     |        |
| 12   | 3  | Martin Brundle     | Tyrrell-Ford           | 68    | + 2 tours                          | 24     |        |
| 13   | 17 | Gerhard Berger     | Arrows-BMW             | 67    | + 3 tours                          | 12     |        |
| 14   | 25 | Andrea De Cesaris  | Ligier-Renault         | 67    | + 3 tours                          | 15     |        |
| 15   | 8  | Marc Surer         | Brabham-BMW            | 67    | + 3 tours                          | 20     |        |
| 16   | 12 | Ayrton Senna       | Lotus-Renault          | 65    | + 5 tours                          | 2      |        |
| 17   | 23 | Eddie Cheever      | Alfa Romeo             | 64    | + 6 tours                          | 11     |        |
| Abd. | 29 | Pierluigi Martini  | Minardi-Motori Moderni | 57    | Panne d'essence                    | 25     |        |
| Abd. | 1  | Niki Lauda         | McLaren-TAG            | 37    | Fuite d'eau                        | 17     |        |
| Abd. | 24 | Piercarlo Ghinzani | Osella-Alfa Romeo      | 35    | Alimentation                       | 22     |        |
| Abd. | 10 | Philippe Alliot    | RAM-Hart               | 28    | Accident                           | 21     |        |
| Abd. | 16 | Derek Warwick      | Renault                | 25    | Accident                           | 6      |        |
| Abd. | 9  | Manfred Winkelhock | RAM-Hart               | 5     | Collision                          | 14     |        |
| Abd. | 19 | Teo Fabi           | Toleman-Hart           | 3     | Pression d'essence                 | 18     |        |
| Abd. | 7  | Nelson Piquet      | Brabham-BMW            | 0     | Boîte de vitesses                  | 9      |        |

## Pole position et record du tour
- Pole position : Elio De Angelis en 1 min 24 s 567 (vitesse moyenne : 187,733 km/h).
- Meilleur tour en course : Ayrton Senna en 1 min 27 s 445 au 45e tour (vitesse moyenne : 181,554 km/h).

## Tours en tête
- Elio De Angelis : 15 (1-15)
- Michele Alboreto : 55 (16-70)

## À noter
- 4e victoire pour Michele Alboreto.
- 90e victoire pour Ferrari en tant que constructeur.
- 90e victoire pour Ferrari en tant que motoriste.